# إيفاريستو دي ماسيدو
إيفارستو دي ماسيدو فيليو (بالبرتغالية: Evaristo de Macedo Filho) هو لاعب ومدرب كرة قدم برازيلي ولد في يوم 22 يونيو 1933 في مدينة ريو دي جانيرو في البرازيل، لعب مع عدة أندية منها نادي مادوريرا ونادي فلامينغو في البرازيل و نادي برشلونة وريال مدريد في إسبانيا، كما لعب مع منتخب البرازيل لكرة القدم ولعب مع المنتخب البرازيل الأولمبي في دورة الألعاب الأولمبية الصيفية 1952 في هلسنكي عاصمة فنلندا، أما الفرق التي دربها هي نادي فلومينينسي وفاسكو دا غاما ونادي باهيا ونادي بانغو ونادي سانتا كروز ومنتخب قطر لكرة القدم ونادي أمريكا لكرة القدم ومنتخب البرازيل لكرة القدم ومنتخب العراق لكرة القدم في بطولة كأس العالم لكرة القدم 1986 وغريميو بورتو أليغرينزي ونادي كروزيرو ونادي سانتوس ونادي فلامينغو ونادي اتلتيكو بارانيس ونادي فيتوريا سيتوبال ونادي كورنثيانز.

## روابط خارجية
- إيفاريستو دي ماسيدو على موقع قاعدة بيانات كرة القدم.إي يو (الإنجليزية)
- إيفاريستو دي ماسيدو على موقع ناشيونال فوتبول تيمز (الإنجليزية)
- إيفاريستو دي ماسيدو على موقع عالم كرة القدم.نت (الإنجليزية)
- إيفاريستو دي ماسيدو على موقع أوليمبيديا (الإنجليزية)